# 楔齒龍類
楔齒龍類（學名：Spenacodontia）是合弓綱的一個演化支，包括楔齒龍科及其所有後代（包括哺乳類），首次出現於賓夕法尼亞紀晚期。共有衍徵包括：上頜骨的內部變厚、大型的犬齒型牙齒、前上頜骨的牙齒位在齒槽，而所有其他合弓動物演化支的牙齒都位在淺齒槽。
基礎的楔齒龍類構成早期盤龍目到獸孔目祖先的演化過渡階段。有研究認為楔齒龍類是原始獸孔目動物。

## 分類學與種系發生學
以下分類是根據近年的兩個楔齒龍類研究：
合弓綱 Synapsida
- 盤龍目 Pelycosauria
  - 真盤龍亞目 Eupelycosauria
    - 楔齒龍類 Sphenacodontia
      - †哈普托兽属 Haptodus
      - 泛獸孔類 Pantherapsida Spindler, 2016[3]
        - †古楔齒龍科 Palaeohatteriidae
        - ?†卡特勒獸屬 Cutleria
        - 楔齿龙超科 Sphenacodontoidea
          - †楔齒龍科 Sphenacodontidae
          - 獸孔目 Therapsida

## 外部連結
- 合弓動物：楔齒龍類